# Fates Warning
Fates Warning é uma banda estadunidense formada em 1982 em Hartford, Connecticut. O grupo é um dos fundadores do estilo que se convencionou chamar de metal progressivo.

## História

### O início
A origem do Fates Warning é controversa. Segundo o guitarrista Victor Arduini tudo começou quando ele e o baterista Steve Zimmermann  decidiram montar uma banda. Zimmermann já havia tocado com o guitarrista Jim Matheos em outro grupo e o convidou a integrar o que viria a ser o Fates Warning. Entretanto, de acordo com Jim Matheos, ele os conheceu quando respondeu a um anúncio de "procura-se guitarrista" em uma revista local feito por Steve Zimmerman e Victor Arduini.
Na fila de ingresso de um show do Black Sabbath o trio conheceu Joe DiBiase, que era cambista e ofereceu a eles ingressos para o show. Após uma rápida conversa o quarteto descobriu que tinham as mesmas influências e que Joe era baixista, e então o convidaram a participar da banda. Para completar o grupo foi chamado John Arch, conhecido de  Victor Arduini,  que era vocalista de uma banda cover do Iron Maiden. A banda começou tocando covers de Iron Maiden, Judas Priest, Black Sabbath, Accept, entre outras. Após alguns meses Jim Matheos propôs que começassem a escrever suas próprias músicas.
O quinteto adotou o nome de Misfit (ideia de Joe DiBiase), que logo foi mudado para Fates Warning por sugestão do baterista Steve Zimmerman. Fates Warning é um trecho da canção "The Calling" de autoria da própria banda e que está presente no álbum "Night on Bröcken". Zimmerman achou o trecho marcante e sugeriu o nome aos seus colegas. O primeiro fruto do trabalho da banda foi a inclusão da música "Soldier Boy" na coletânea Metal Massacre 5, em 1984. Essa coletânea é famosa por ter revelado grandes nomes do metal como Metallica e Slayer, por exemplo.

### A era John Arch (1982-1987)

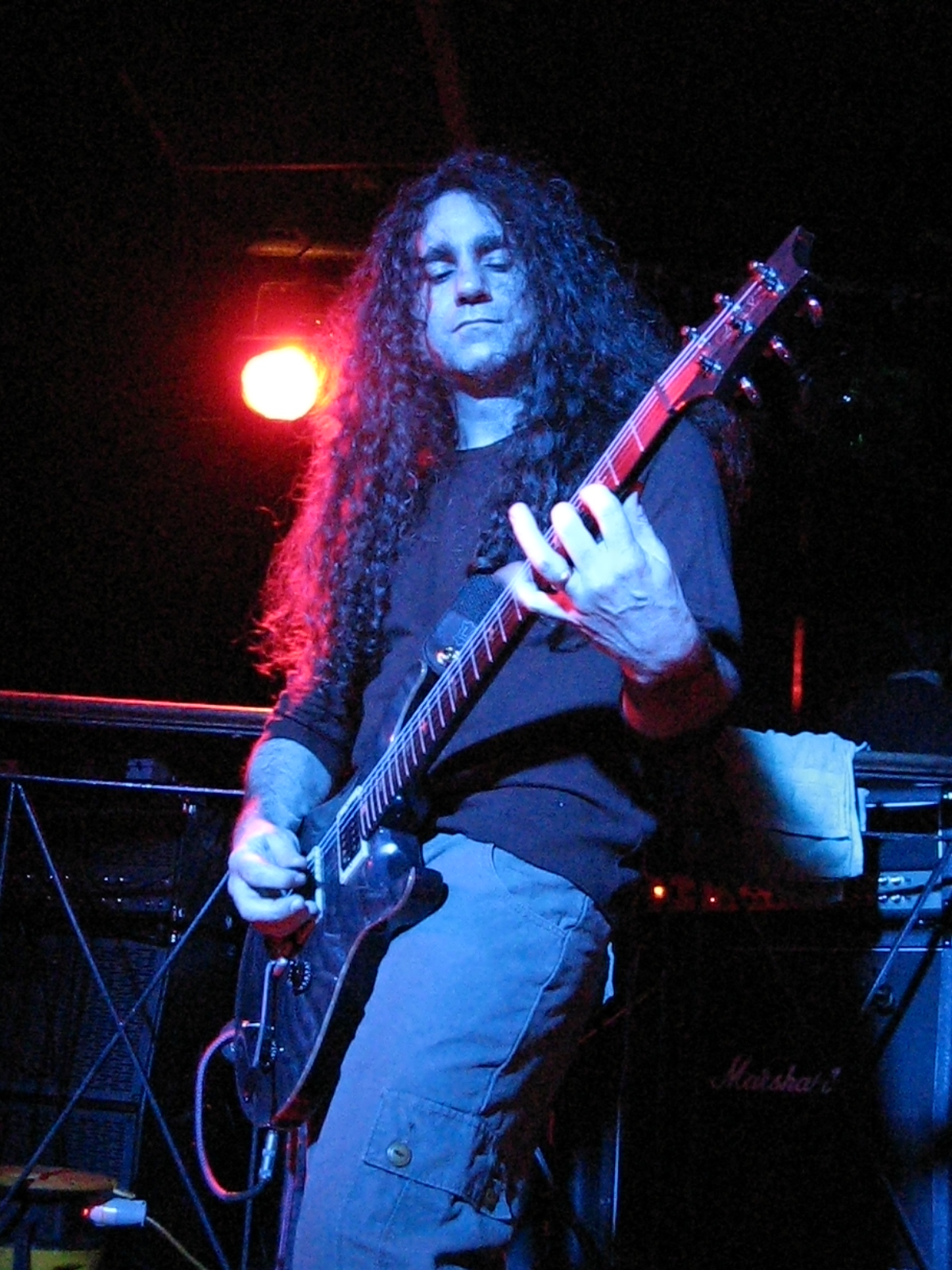
Jim Matheos

A banda assinou contrato com a gravadora Metal Blade Records, e em 1984 lançam o seu primeiro álbum, "Night on Bröcken". O álbum teve uma recepção bem fria por parte da crítica especializada, que acusou o Fates Warning de ser um clone do Iron Maiden, mas isso não impediu o lançamento de seu segundo álbum "The Spectre Within" em 1985.
No final das gravações o guitarrista Victor Arduini  sai da banda. O Fates Warning passava muito tempo na estrada e Arduini, o único membro casado do grupo, estava para se tornar um pai de família. Ademais, a banda não dava a segurança financeira necessária a Arduini, que possuía um emprego paralelo a sua carreira musical. Numa decisão mútua, Arduini e a banda concluem que não seria possível permanecer no grupo se não se dedicasse por completo a carreira musical.
Jim Matheos, agora na posição de líder do Fates Warning, sai à procura de um novo guitarrista.  Frank Aresti é indicado a Jim Matheos por um amigo em comum que escrevia para uma revista de música especializada em heavy metal. Frank Aresti pertencia a banda Demonax, que possui uma demo gravada, mas o grupo acabara. Após algumas jams, Matheos o convida para ingressar no Fates Warning em uma espécie de "período de estágio" e diz a Frank Aresti que, se tudo corresse bem, ele seria oficializado no Fates Warning. Após o lançamento de "The Spectre Within" segue a primeira grande turnê da banda tocando ao lado de grupos como Queensryche, Savatage e Anthrax. Ao final da turnê Frank Aresti já era um membro oficial, e em 1986 o grupo lança o álbum "Awaken the Guardian", considerado o melhor da fase John Arch. Apesar do sucesso de crítica (que não acusava mais o Fates Warning de ser um clone do Iron Maiden e sim uma banda única e inovadora) e de público, os membros do Fates Warning não ganhavam dinheiro suficiente para poder abandonar seus empregos. "Awaken the Guardian" tornou-se o primeiro álbum a chegar na paradas da Billboard 200, na posição 191.
A Metal Blade era um gravadora de médio porte, sem condições de promover o grupo devidamente e, além disso, a música da banda não era comercial o suficiente para tocar em rádios e na MTV. Para complicar a situação, John Arch se viu em circunstâncias semelhantes a de Victor Arduini. Ele também estava casado e sua mulher estava esperando o primeiro filho do casal, o que, na visão de Jim Matheos e demais membros, o leva a se dedicar cada vez mais a família e ao seu emprego e negligencie o Fates Warning. A situação chega a um ponto onde os demais integrantes decidem expulsar John Arch da banda.

### A entrada de Ray Alder e a ascensão à quase-fama (1987-1994)

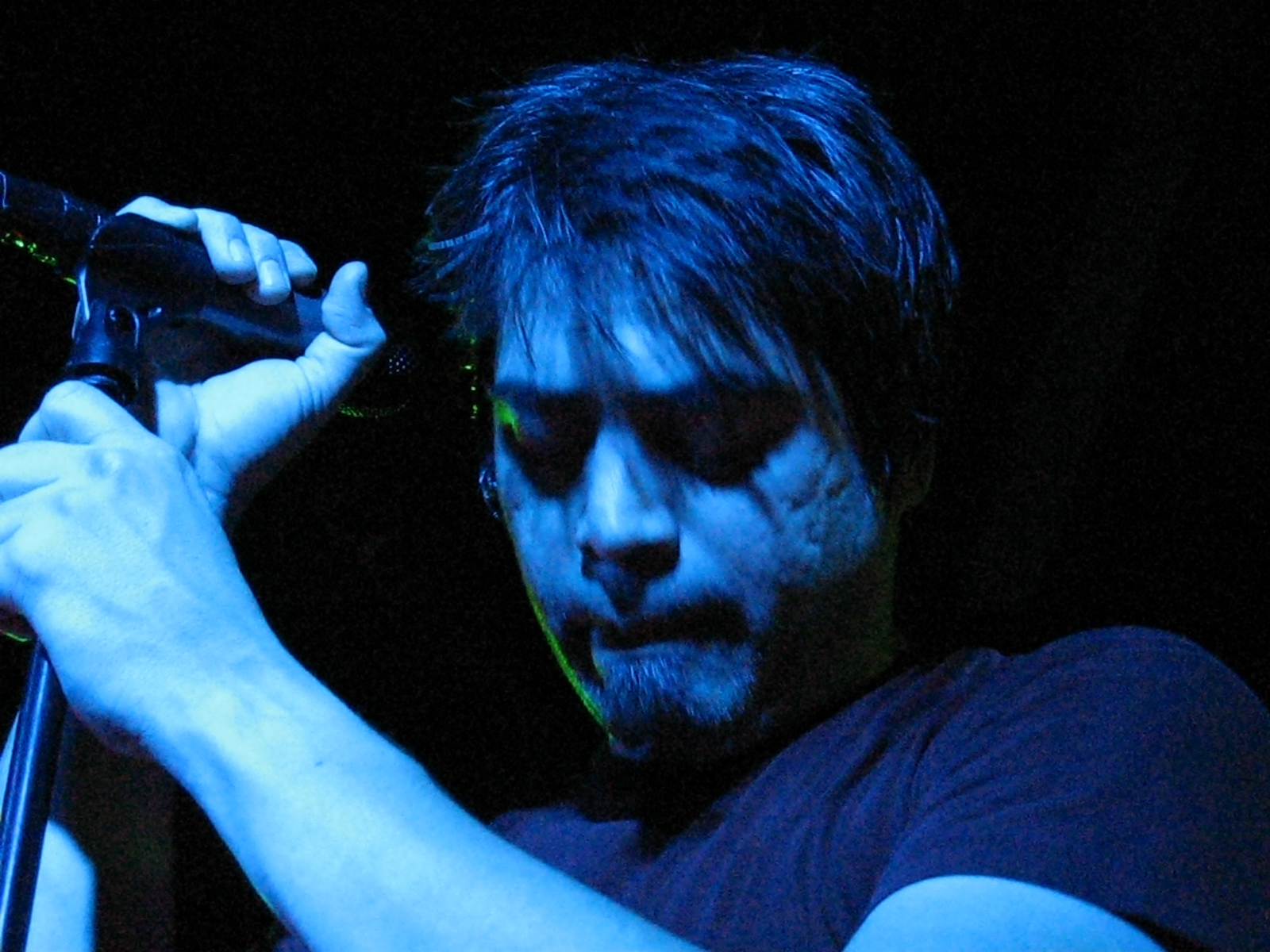
Ray Alder

O Fates Warning sai a procura de um novo vocalista e do estado do Texas surge Ray Alder. Na época a banda já era bem popular na cena underground americana e Ray Alder, na época com 18 anos, era um fã do grupo. Alder pertencia a banda Syrus, que possui uma demo gravada. O teste para a escolha do novo vocalista foi bem simples: o candidato recebia uma fita com o instrumental e as letras da música Quietus, que viria integrar o álbum seguinte No Exit, e sua tarefa seria criar uma melodia para letra. O Fates Warning testou apenas Ray Alder e um vocalista chamado Chris Cronk antes de se decidir pelo primeiro. Frank Aresti também chegou a fazer teste para ocupar a vaga, mas foi preterido. Com Ray Alder nos vocais, a banda lança em 1988 o álbum "No Exit", que alcança o 111º lugar na parada da Billboard. Um feito e tanto para uma banda do porte do Fates Warning. O grupo também realiza seu primeiro videoclipe para a MTV, a música escolhida é "Silent Cries", e a banda parte em sua primeira turnê em larga escala por todo os EUA. Após No Exit, o baterista Steve Zimmerman é expulso e substituído por Mark Zonder. Nunca foi esclarecido as razões da expulsão, mas aparentemente Zimmerman, por um lado, não estava contente com o rumo prog-metal do Fates Warning e, por outro, Jim Matheos também desejava um baterista mais técnico para os novos rumos musicais que tencionava seguir. Mark Zonder, baterista da banda "cult" Warlord, entrou como novo membro. Zonder já havia trabalhado como técnico de bateria na gravação dos primeiros álbuns do Fates Warning.
Em 1989 o Fates Warning grava o álbum "Perfect Symmetry", que atingiu a posição 141 das paradas americanas, e produz um videoclipe para a música "Through Different Eyes". O grupo também embarca em sua primeira turnê pela Europa. "Perfect Symmetry" conta com a participação de Kevin Moore do Dream Theater nos teclados na faixa "At Fates Hands". As duas bandas cultivam uma amizade de longa data desde a primeira vez que Matheos assistiu a um dos primeiros shows do Dream Theater. O Dream Theater, inclusive, chegou a convidar John Arch para o posto de vocalista após sua saída do Fates Warning, e ele chegou a gravar algumas demos, mas desistiu da vaga devido a sua família. Durante a turnê, Joe DiBiasi precisou abandonar parte da turnê para tratar de problemas de saúde na família. O baixista Joey Vera do Armored Saint o substituiu nas apresentações em que ele estava indisponível.
Em 1991 o Fates Warning lança o álbum "Parallels", seu álbum de maior sucesso de vendas até hoje, e conhecido por ter um som mais comercial se comparado com os álbuns anteriores. O vocalista do Dream Theater James Labrie participa com backing vocals na faixa "Life in Still Water". Videoclipes são realizados para as músicas "Point Of View" e "Eye To Eye". A partir daí os integrantes do Fates Warning começam a ganhar dinheiro o suficiente para abandonar seus empregos e passam a se dedicar 100% a música. Infelizmente, com a chegada do grunge a Warner Brothers, gravadora que tinha um contrato de distribuição com a Metal Blade Records, e que até então estava investindo pesado na promoção do álbum "Parallels", desiste do grupo ao perceber que o cenário musical havia mudado, lançando o Fates Warning novamente ao underground.

### Anos posteriores (1994-2004)

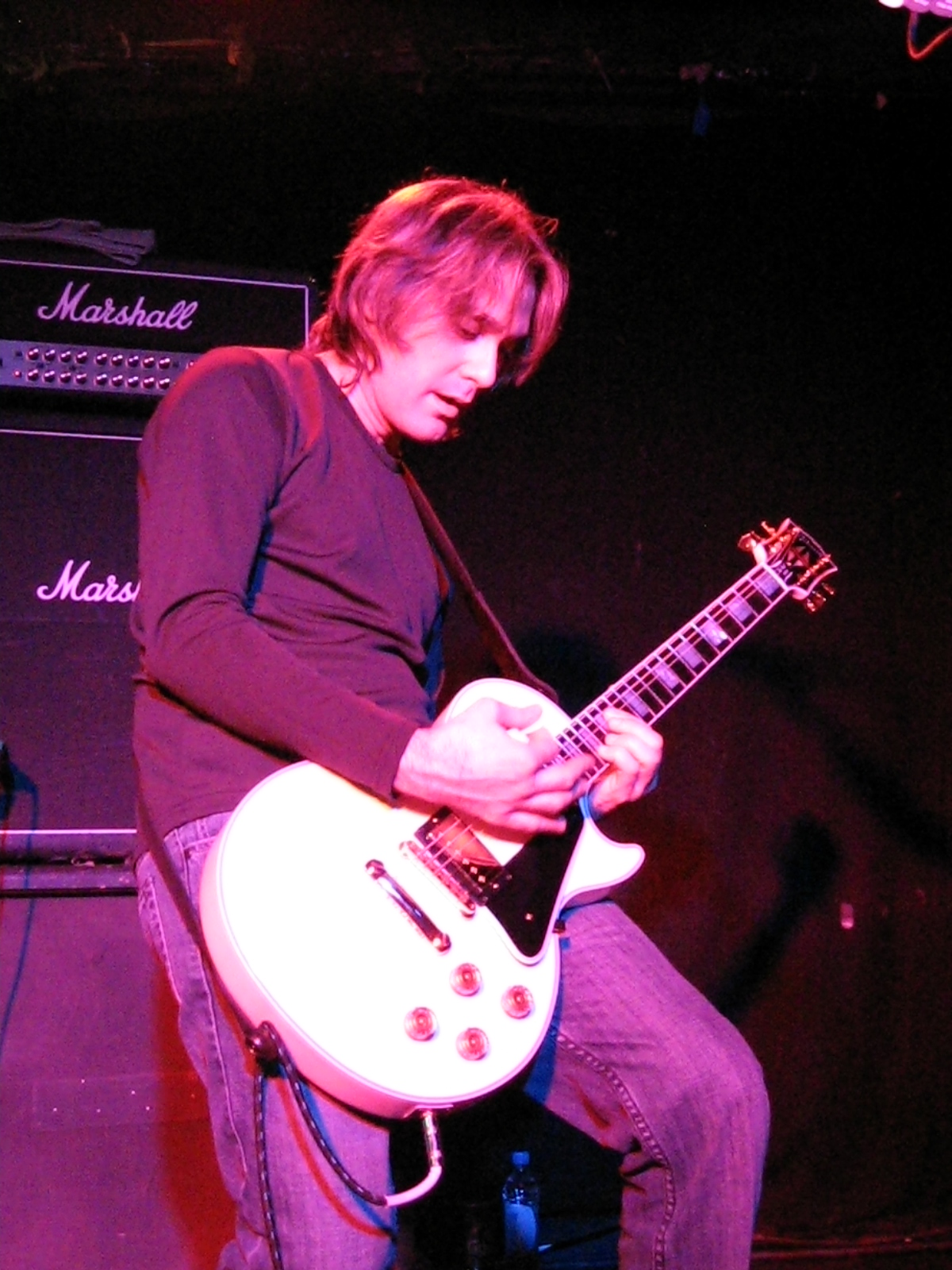
Frank Aresti

Após um hiato de dois anos, causado pela decepção de terem sido abandonados pela Warner Brothers num momento crucial de sua carreira, o grupo retorna em 1994 com o álbum "Inside Out", e um videoclipe é feito para a música "Monument". O Fates Warning sai em uma turnê conjunta com Dream Theater, e o ex-vocalista John Arch faz uma participação especial em um show realizando um dueto com Ray Alder na música "Guardian". Ao término da turnê o guitarrista 'Frank Aresti' decide sair da banda alegando "diferenças criativas". Ao contrário do que ocorreu com John Arch e Steve Zimmerman (este até processou o grupo), a separação dessa vez foi amigável.
Em 1995 é lançado "Chasing Time", uma coletânea com os maiores sucessos da banda e versões alternativas para as músicas "At Fates Hands" e "Shelter Me" (no álbum estão creditadas como "At Fates Fingers" e "Circles").
Em 1996 O grupo participa do tributo ao Rush com a música "Closer To The Heart", e do tributo ao Judas Priest com a música "Saints In Hell". Nessa época Joe DiBiase decide abandonar o grupo para se dedicar a família.
Em 1997 o grupo lança "A Pleasant Shade Of Gray". Agora reduzido a um trio (Jim Matheos, Ray Alder e Mark Zonder), o Fates Warning convida o tecladista 'Kevin Moore' (ex-Dream Theater) e o baixista Joey Vera (ex-Armored Saint) para participar do álbum. Trata-se de um álbum conceitual com uma única canção dividida em doze capítulos. Uma tentativa bem sucedida de escapar do estilo mais comercial que vinham adotando desde Parallels e voltar as raízes progressivas. Uma turnê é feita pela Europa e Estados Unidos, com Joey Vera no baixo e o tecladista Jason Keazer.
Em 1998 é lançado o primeiro álbum ao vivo da banda, "Still Life", que na versão japonesa vêm com a faixa-bônus "In Trance", um cover do Scorpions.
Em 1999 a banda participa no tributo ao Dio com a música "Sign Of The Southern Cross". Jim Matheos lança seu segundo álbum solo "Away With Words" (o primeiro, "First Impressions", fora lançado em 1992) e Ray Alder lança o primeiro álbum com sua banda paralela Engine.
Em 2000 é lançado o novo álbum "Disconnected". Frank Aresti e Joe DiBiase fazem uma participação especial em um show em Hartford, Connecticut, executando as canções "Eleventh Hour" e "Point of View". Os membros do Fates Warning então começam a se envolver cada vez mais com projetos paralelos. Mark Zonder se reúne com o Warlord e grava um novo álbum, Ray Alder lança um novo trabalho com o Engine e entra para a banda Redemption. Jim Matheos cria o grupo OSI em parceria com Mike Portnoy (Dream Theater) e Kevin Moore.
Em 2003 o Fates Warning realiza uma turnê histórica ao lado de outros dois ícones do metal-progressivo: Dream Theater e Queensryche. Ainda neste ano o ex-vocalista John Arch grava, em parceria com Jim Matheos, Mike Portnoy e Joey Vera, o seu primeiro álbum solo. O EP "Twist of Fate" é o primeiro trabalho de John Arch após um hiato de 17 anos.
Em 2004 Mark Zonder, cansado de turnês e insatisfeito com o descaso da gravadora, que segundo o baterista não promovia o grupo como deveria, anuncia que vai deixar o Fates Warning após a gravação do álbum "FWX", lançado no mesmo ano. O baterista Nick D'Virgilio do grupo Spock's Beard e Frank Aresti são convocados para tocar na turnê que se segue. É feito um videoclipe para a música "Simple Human" e Mike Portnoy do Dream Theater toca com a banda em um espetáculo em Amstelveen, Países Baixos.

### Um longo hiato (2004-2013)

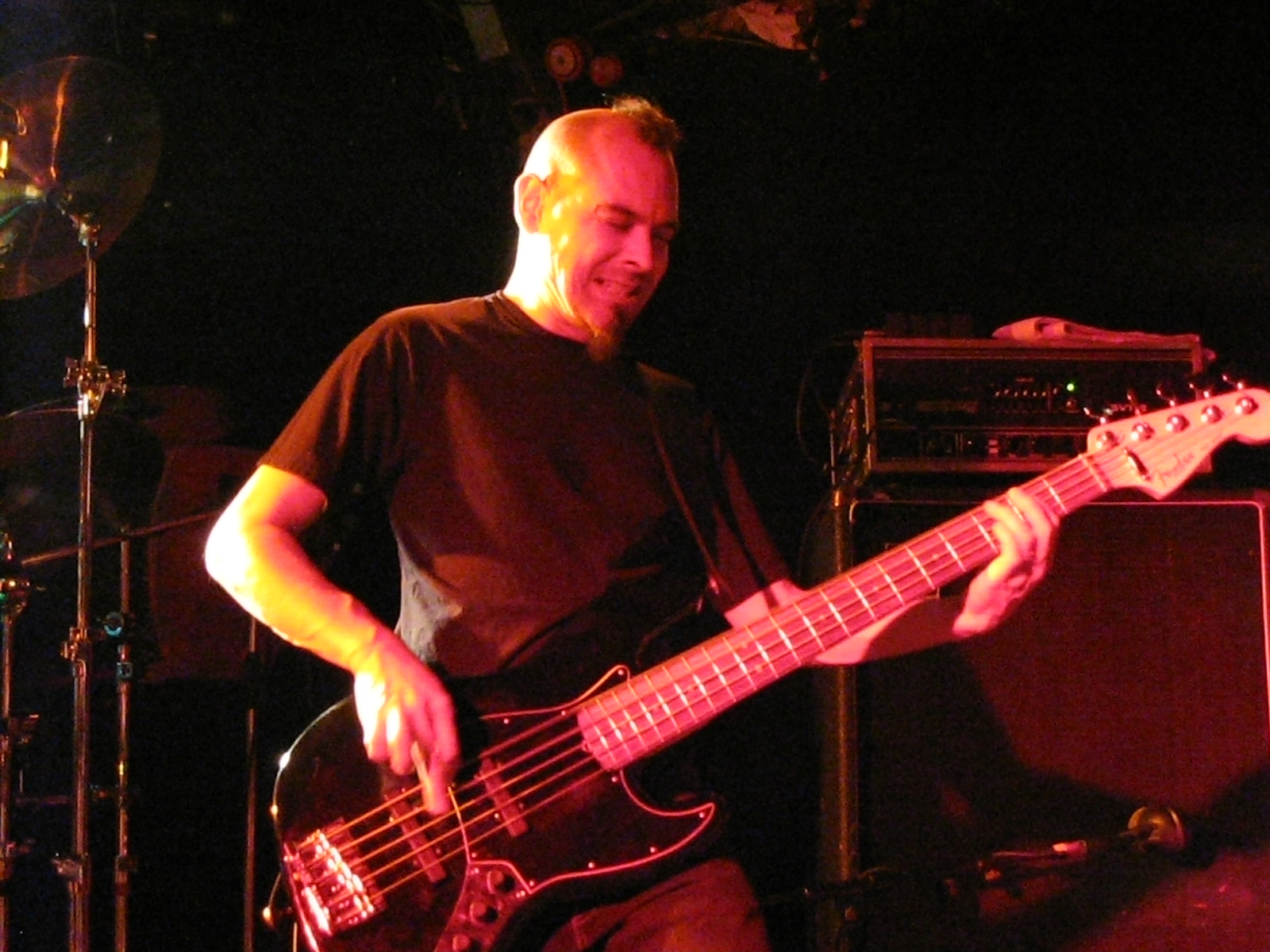
Joey Vera

Em 2010, a formação da fase Parallels, considerada por muitos a melhor da banda, se reúne para fazer uma mini-turnê para promover o relançamento do álbum.
Em janeiro de 2010 John Arch e Jim Matheos unem forças mais uma vez e formam o projeto Arch/Matheos, que originalmente deveria ser o novo álbum do Fates Warning, mas, por causa da indisponibilidade de Ray Alder, na época envolvido com a banda Redemption, foi transformado por Matheos num novo projeto, que conta também com a participação de Frank Aresti, Joey Vera e o baterista Bobby Jarzombek. "Sympathetic Resonance" é o nome do álbum de estreia, lançado em setembro de 2011.
Em 2012 a banda apresentou-se junto com o Queensrÿche em São Paulo, Brasil, no dia 14 de abril. Mike Portnoy mais uma vez se juntou ao grupo como baterista convidado. Essa foi a primeira apresentação do Fates Warning na América Latina.

### História Recente: Darkness in a Different Light (2013), Theories of Flight (2016) e Live Over Europe (2018)
Depois de 9 anos do lançamento do álbum FWX o tão esperado décimo primeiro álbum, intitulado Darkness in a Different Light, foi lançado em 30 de setembro na Europa e em 1 de outubro na América do Norte. O trabalho marca a volta do guitarrista Frank Aresti e é o primeiro álbum de estúdio do baterista Bobby Jarzombek com o grupo. Além disso, é o primeiro álbum da banda pela gravadora InsideOut Records, já que todos os anteriores foram lançados pela Metal Blade. Uma faixa do álbum foi gratuitamente liberada através de um vídeo oficial do canal da gravadora no YouTube, ela chama-se "Firefly". Outra faixa, chamada "Into The Black", foi parcialmente liberada em um podcast chamado "11th Hour".
O baixista Joey Vera, apesar de estar com a banda desde 1997 e ter gravado todos os álbuns posteriores, não era um membro oficial. Em  Darkness in a Different Light, Vera finalmente é creditado como membro oficial do Fates Warning. Infelizmente Frank Aresti, devido a suas obrigações profissionais com a empresa Dunlop, na Califórnia, não se junta ao grupo na turnê, sendo substituído pelo guitarrista Mike Abdow.
Em 2016 a formação original de Awaken the Guardian se reúne para realizar algumas apresentações em comemoração dos 30 anos do lançamento do álbum. Em 1 de julho de 2016 o grupo, agora constituído de Jim Matheos, Ray Alder, Joey Vera e Bobby Jarzombek, lança o álbum Theories of Flight. Frank Aresti contribui com solos nas faixas "From the Rooftops" e "White Flag". Mike Abdow, além de novamente se juntar a banda para a turnê,  também contribui com um solo na faixa "White Flag".
Em 29 de junho de 2018, a banda lança seu segundo álbum ao vivo, Live Over Europe.

## Integrantes
| - Jim Matheos: guitarra (1982−atualmente) - Ray Alder: vocal (1987−atualmente) - Joey Vera: baixo (2013-atualmente) - Bobby Jarzombek: bateria (2013–atualmente) | - Frank Aresti: guitarra (1985−1995, 2013) - Victor Arduini − guitarra (1982−1985) - John Arch − vocal (1982−1987, 2016) - Steve Zimmerman − bateria (1982−1988, 2016) - Joe DiBiase − baixo (1982−1996, 2010, 2016) - Mark Zonder − bateria (1988−2005, 2010) | - Ed Roth: teclados (1997) - Jason Keazar: teclados (1997−1998) - Bernie Versailles: guitarra (1998) - Shaun Michaud: teclados, guitarra (2000) - Nick D'Virgilio: bateria (2004–2005) - Mike Abdow: guitarra (2013–atualmente) |

## Discografia
| - 1984 - Night on Bröcken - 1985 - The Spectre Within - 1986 - Awaken the Guardian - 1988 - No Exit - 1989 - Perfect Symmetry - 1991 - Parallels - 1994 - Inside Out - 1997 - A Pleasant Shade of Gray - 2000 - Disconnected - 2004 - FWX - 2013 - Darkness in a Different Light - 2016 - Theories of Flight - 2020 - Long Day Good Night - 1998 - Still Life - 2016 - Awaken the Guardian Live - 2018 - Live Over Europe - 1995 - Chasing Time | - "Kyrie Eleison" (1986) - "Anarchy Divine" (1988) - "Silent Cries" (1988) - "Through Different Eyes" (1989) - "Point of View" (1991) - "Eye to Eye" (1992) - "Monument" (1994) - "Simple Human" (2004) - "I Am" (2013) - "Firefly" (2013) - "Seven Stars" (2016) - A Pleasant Shade of Gray (1998, VHS) - Live at the Dynamo (2000, DVD) - The View from Here (2003, DVD) - Live in Athens (2005, DVD) |